# Герасимов, Ефим Герасимович
Ефим Герасимович Герасимов  (1862 — ?) — крестьянин, депутат Государственной думы II созыва от Псковской  губернии.

## Биография
Крестьянин деревни Иваньково Новоржевского уезда Псковской губернии. Имел низшее образование. Занимался земледелием на имевшимся у него наделе.
6 февраля 1907 года избран в Государственную думу II созыва от съезда уполномоченных от волостей Псковской губернии. Вошёл в состав Конституционно-демократической фракции. Состоял в Аграрной комиссии Думы. Участвовал в прениях по аграрному вопросу и о величине контингента новобранцев на призыв 1907 года.
Дальнейшая судьба и дата смерти неизвестны.

### Архивы
- Российский государственный исторический архив. Фонд 1278. Опись 1 (2-й созыв). Дело 97; Дело 615. Лист 7 оборот.